# Brigitte Auber
Brigitte Auber ( pronunciación en francés: /bʁiʒit obɛʁ/ ; nacida Marie-Claire Cahen de Labzac /maʁi klɛʁ kaʔɛn də labzak/, 27 de abril de 1925) es una actriz francesa que ha trabajado en teatro, cine y televisión en Europa.

## Carrera
Auber nació en París el 27 de abril de 1925. Comenzó su carrera cinematográfica con el papel principal en Rendezvous de Jacques Becker en julio (1949). Fue conocida por sus papeles en películas francesas de la década de 1950, incluido el romance de Julien Duvivier Bajo el cielo de París (1951). Auber interpretó el papel de Danielle Foussard junto a Cary Grant y Grace Kelly en To Catch a Thief de Alfred Hitchcock, estrenada en 1955.
En 1957 estuvo en una relación con Alain Delon durante unos meses; vivieron juntos en París. Con motivo del Festival de Cine de Cannes de 1957, lo acompañó a la Riviera Francesa. En Cannes, Delon se hizo amigo de Jean-Claude Brialy y entró en contacto con la industria cinematográfica. Fue allí donde conoció a su futuro agente George Beaume, y fue descubierto por Henry Willson responsable de reclutar nuevos talentos en nombre de David O. Selznick.
Casi una década y media después, Auber interpretó el papel de la anciana Françoise en la miniserie Mauregard (1969) de Claude de Givray. La joven Françoise fue interpretada por otra actriz francesa de Hitchcock, Claude Jade de Topaz. También tuvo un papel secundario en El hombre de la máscara de hierro, la adaptación cinematográfica de 1998 de la novela El vizconde de Bragelonne: diez años después de Alexandre Dumas. Leonardo DiCaprio interpretó a Luis XIV de Francia y su gemelo, el Hombre de la Máscara de Hierro, mientras que Auber interpretó al asistente de la Reina Madre.

## Filmografía seleccionada
| Año  | Título                            | Papel                              | Director               | notas         |
| ---- | --------------------------------- | ---------------------------------- | ---------------------- | ------------- |
| 1946 | Antoine y Antoinette              | un invitado en la boda             | Jacques Becker         |               |
| 1946 | Puertas de la noche               |                                    | Marcel Carne           | sin acreditar |
| 1948 | Les amoureux sont seuls au monde  | Cristina                           | Henri Decoin           |               |
| 1949 | Cita en julio                     | Teresa Ricardo                     | Jacques Becker         |               |
| 1950 | Vendetta en Camargue              | Huguette                           | Jean Devaivre          |               |
| 1951 | Bajo el cielo de París            | Denise Lamberto                    | Julien Duvivier        |               |
| 1951 | Víctor                            | Marianne                           | Claude Heymann         |               |
| 1952 | L'Amour toujours l'amour          | Anita                              | Mauricio de Canonge    |               |
| 1953 | Mujeres de París                  | Gisele                             | Jean Boyer             |               |
| 1955 | Para atrapar a un ladrón          | Danielle Foussard                  | Alfred Hitchcock       |               |
| 1955 | Los Aristócrates                  | Margarita de Maubrun               | Denys de La Patelliére |               |
| 1956 | Ce soir les jupons volent         | Blanca                             | Dimitri Kirsanoff      |               |
| 1956 | Lorsque l'enfant paraît           | Annie Fouquet                      | Michel Boisrond        |               |
| 1959 | Mon pote le gitan                 | Odette                             | François Gir           |               |
| 1970 | Le Coeur fou                      | Cécile Menessier                   | Jean-Gabriel Albicocco |               |
| 1970 | Mauregard                         | Françoise de Mettray               | Claudio de Givray      |               |
| 1982 | Mon Curé Chez les Nudistes        | Carlota, esposa de Antoine         | Roberto Tomás          |               |
| 1997 | Le Déménagement                   | Blanca y Rosa Colomb               | Olivier doran          |               |
| 1998 | El hombre en la mascara de hierro | Dama de compañía de Ana de Austria | Randall Wallace        |               |